# Секретарь (Великое княжество Литовское)
Секретарь в Великом княжестве Литовском — должностное лицо, служившее в канцелярии и занимавшееся делопроизводством великого князя. Впервые упоминается в 1407 году. Считается, что изначально так назывались наиболее заслуженные писари. Со второй половины XVI века — самостоятельная должность. Иногда секретари выполняли функции ревизоров, мерников, поборцев, межевых комиссаров и др. Некоторые секретари вели документацию Рады, чем позже занимались регенты.
На Сейме 1670 года была создана назначаемая великим князем министерская должность — секретарь великий духовный, не входившая в аппарат канцлера и занимавшаяся специальными поручениями.
Ещё в начале XVI века писарь Иван Сапега назывался, вероятно, на польский манер «великий писарь литовский». Постоянная должность с соответствующими функциями была установлена на коронационном сейме 1764 года как секретарь великий светский.

## Список секретарей

### Великие духовные
| Изображение | Годы деятельности                  | Имя                            |
| ----------- | ---------------------------------- | ------------------------------ |
|             | 1671 — 1684                        | Константин Казимир Бжостовский |
|             | 10 сентября 1684 — 28 августа 1698 | Винцентий Станислав Волович    |
|             | 1698 — 1704                        | Ян Николай Згерский            |
|             | 18 апреля 1704 — 1713              | князь Павел Франтишек Сапега   |
|             | 15 декабря 1713 — 15 ноября 1724   | Михаил Иероним Анцута          |
|             | 18 ноября 1721 — 1736              | Юзеф Михаил Карп               |
|             | 20 января 1736 — 1740              | Антоний Доминик Тышкевич       |
|             | 10 июня 1740 — 1748                | Антоний Война                  |
|             | 14 июня 1748 — 1755                | Антоний Эразм Волович          |
|             | 25 мая 1755 — 1762                 | Ян Доминик Лопатинский         |
|             | 12 марта 1762 — 1782               | Томаш Игнатий Зенкович         |
|             | 10 августа 1782 — 1793             | Ежи Антоний Полубиньский       |

### Великие светские
| Изображение | Годы деятельности      | Имя                        |
| ----------- | ---------------------- | -------------------------- |
|             | 24 декабря 1764 — 1773 | Иоахим Хрептович           |
|             | 27 апреля 1773 — 1778  | Анджей Игнацы Огинский     |
|             | 13 мая 1778 — 1781     | Михаил Ежи Вандалин Мнишек |
|             | 23 мая 1783 — 1793     | Фредерик Юзеф Мошинский    |
|             | 1793 — 1796            | Валериан Тегнаборский      |